# Boisné-La Tude
Boisné-La Tude é uma comuna francesa na região administrativa da Nova Aquitânia, no departamento de Charente. Estende-se por uma área de 34.25 km². Em 2010 a comuna tinha 691 habitantes (densidade: 20,2 hab./km²).
Foi criada em 1 de janeiro de 2016, a partir da fusão das antigas comunas de Charmant, Chavenat e Juillaguet.